# Gloria Swanson
Pour les articles homonymes, voir Swanson.
Gloria Swanson, née Gloria Josephine May Swanson le 27 mars 1899 à Chicago et morte le 4 avril 1983 à New York, est une actrice américaine. 
Elle est considérée comme l'une des plus grandes légendes du cinéma muet hollywoodien. Avec l'avènement du parlant, sa carrière décline. Elle renoue magistralement avec le succès et entre dans l'histoire du cinéma mondial grâce au film Boulevard du crépuscule (1950), qui la met en scène en star déchue du cinéma muet. Elle reçoit pour ce rôle un Golden Globe et une troisième nomination à l'Oscar. En 2007, l'American Film Institute classe ce film 16e plus grand film de tous les temps.

## Biographie

### Famille
Gloria Swanson est la fille d'Adelaide Klanowski, d'origine polonaise, allemande et française, et de Joseph Swanson, d'origine suédoise.

### Carrière
Gloria Swanson commence sa carrière en 1915 aux studios d'Essanay à Chicago sous le nom de Gloria Mae. En 1916, elle épouse en premières noces Wallace Beery, acteur de cinéma fréquentant les studios d'Hollywood, dont elle divorce trois ans plus tard. Elle interprète au début de sa carrière des rôles de « cœur à prendre » ou de midinette, très à la mode à l'époque. Elle joue son premier rôle important dans Après la pluie, le beau temps (Don't Change Your Husband) de Cecil B. DeMille en 1919. Elle tourne six films avec lui, qui sont six succès. Elle tourne également six films avec Rudolph Valentino et fait la renommée du studio Paramount.

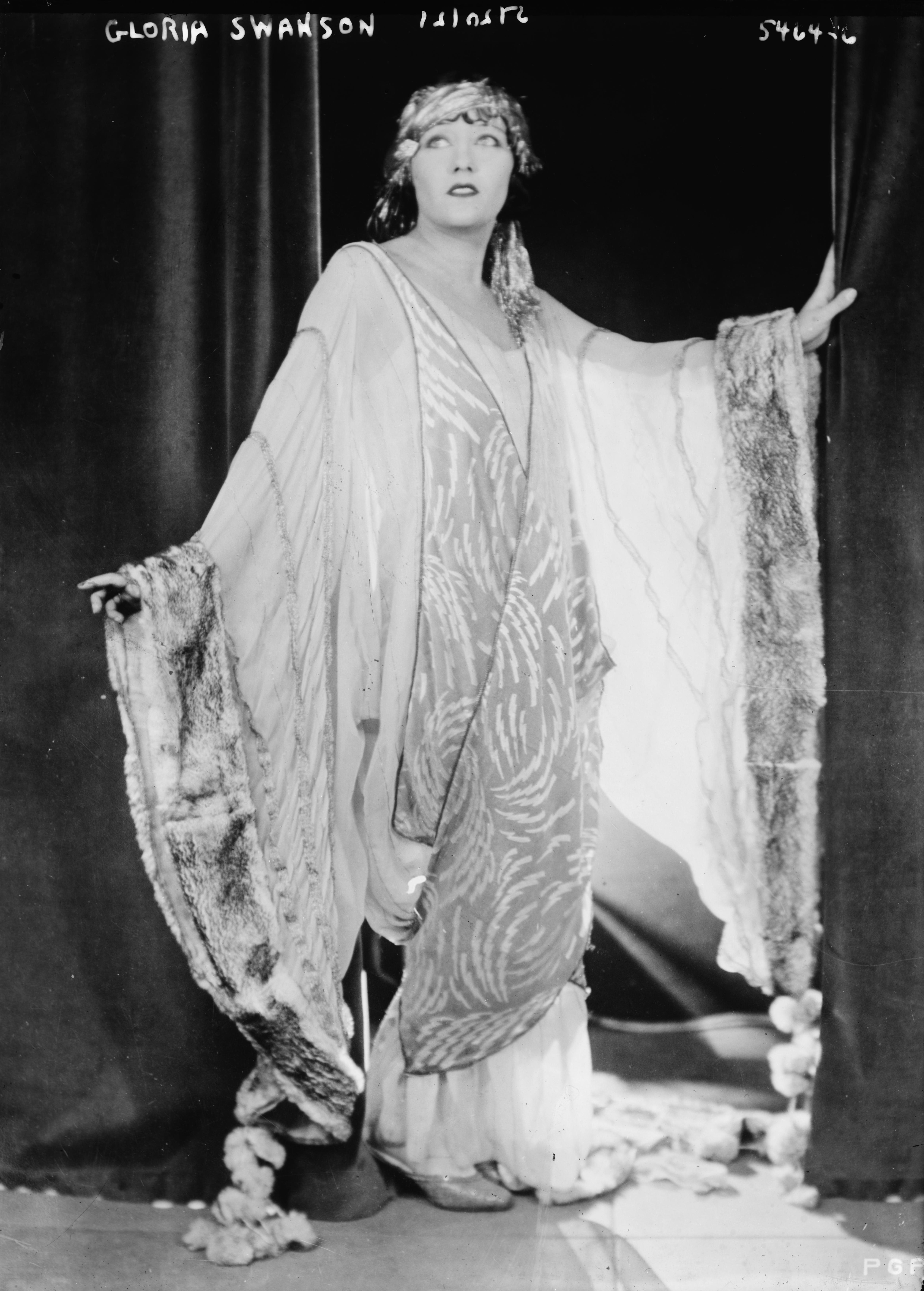
Gloria Swanson en 1921.

En 1924, elle tourne en France Madame Sans-Gêne, un film réalisé par Léonce Perret, sur lequel elle fait la connaissance du marquis Henry de La Falaise, initialement engagé pour être son assistant et interprète et qu'elle épouse l'année suivante. De retour aux États-Unis, elle refuse les propositions lucratives de Paramount Pictures pour rejoindre la United Artists, créée quelques années plus tôt par Charles Chaplin, Douglas Fairbanks, Mary Pickford et D. W. Griffith et qui lui offre une totale indépendance. Elle s'associe à Joseph Kennedy, patriarche du clan Kennedy et directeur de RKO Pictures, pour créer en 1927 la Gloria Swanson Pictures Corporation, destinée à produire ses propres films. Kennedy propose à La Falaise de devenir représentant de la RKO (qui a racheté Pathé États-Unis) en France. Ainsi que certains journaux à scandale s'en font l'écho et malgré les dénégations des intéressés, il s'avère que Swanson et Kennedy entretiennent une liaison depuis plusieurs années et ce dernier voit là une façon efficace d'éloigner le mari.
La première expérience de Swanson en tant que productrice n'est pas très heureuse : Sunya, le remake d'un film de 1919, Le Voile de l'avenir, dépasse rapidement le budget prévu en raison du tournage en extérieur à New York et ne rencontre pas le succès escompté. Elle met alors toute son énergie et sa fortune  dans la production d'un second film, Faiblesse humaine (Sadie Thompson) où elle joue le rôle d'une prostituée violée par un religieux fanatique. Le film est cette fois un succès commercial et critique incontestable, et lui vaut sa première nomination à l'Oscar de la meilleure actrice.

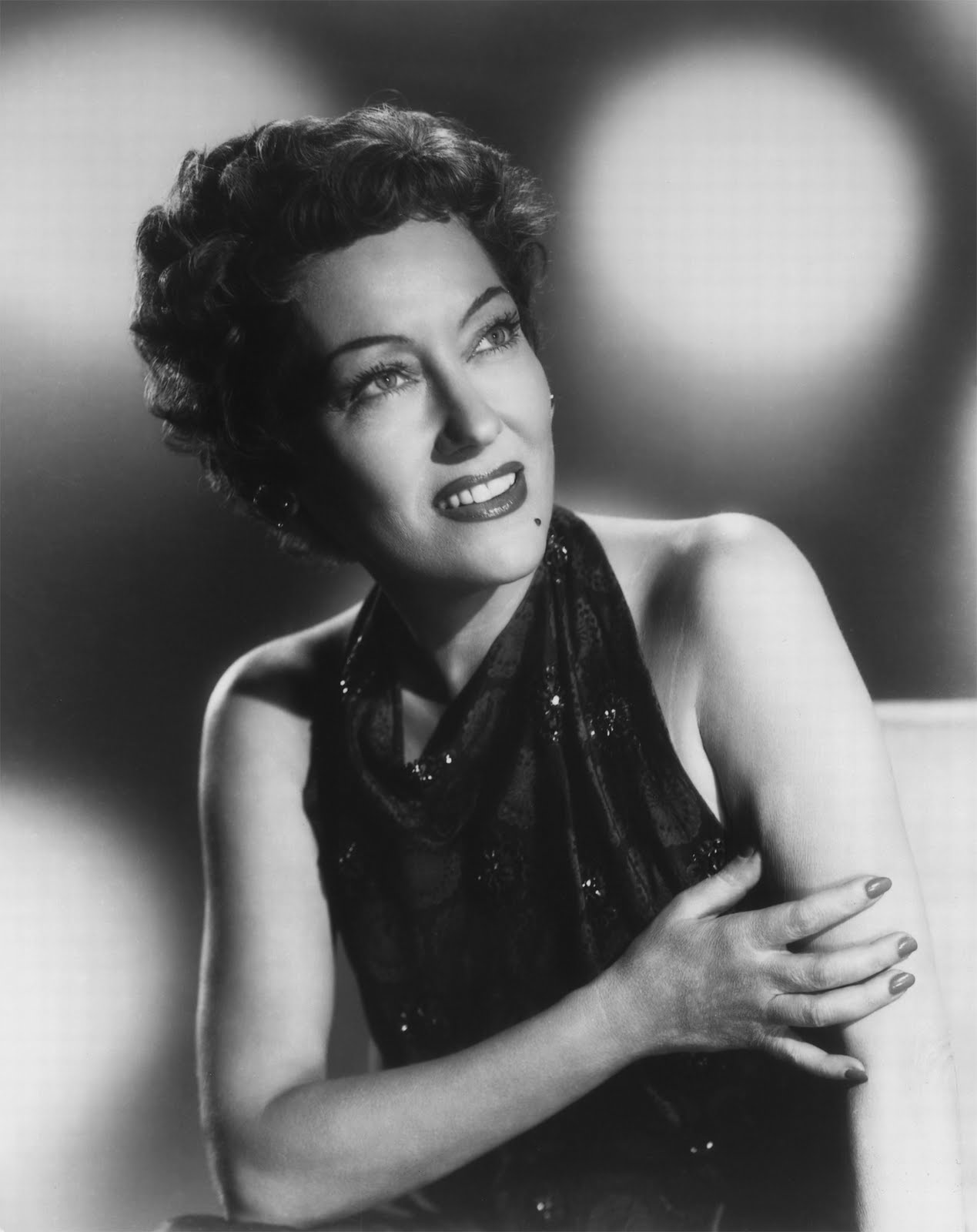
Gloria Swanson dans les années 1950.

Elle décide alors de produire un film audacieux, La Reine Kelly (Queen Kelly), réalisé par Erich von Stroheim, dans lequel elle tient à nouveau le rôle principal. Mais les exigences du réalisateur et sa mésentente avec Joseph Kennedy conduisent à son renvoi, laissant le film inachevé après avoir englouti un budget colossal. Cette aventure marque à la fois la fin de la Gloria Swanson Pictures Corporation, de l'association professionnelle et personnelle de Kennedy et de Swanson, mais aussi de son mariage avec La Falaise, le couple divorçant en 1930 (La Falaise épousera l'année suivante l'actrice Constance Bennett).
Swanson se console en recevant sa deuxième nomination à l'Oscar pour son rôle dans L'Intruse, avant d'épouser Michael Farmer en août 1931. Mais son divorce avec La Falaise n'étant pas prononcé à l'époque, elle doit se remarier en novembre. Elle est alors enceinte de sa seconde fille, Michèle Bridget, qui naît le 5 avril 1932.
L'arrivée du parlant, comme pour beaucoup de vedettes de l'époque, porte un coup à sa carrière d'actrice. Certains journalistes la poussent à se retirer, ce qu'elle fait en 1934. Elle effectue néanmoins un retour magistral quinze ans plus tard en 1950 en interprétant le rôle de Norma Desmond dans le film Boulevard du crépuscule (Sunset Boulevard) de Billy Wilder. Le célèbre réalisateur lui propose tout d'abord de réaliser un essai. Surprise, Gloria Swanson lui déclare que sans elle la Paramount n'existerait pas. Wilder décide de lui attribuer le rôle mais le réécrit entièrement et spécialement pour elle, intégrant la réplique de Swanson à un dialogue avec les gardiens, lors de la visite de Norma Desmond aux studios Paramount. Gloria Swanson reçoit pour sa prestation le Golden Globe de la meilleure actrice et une troisième nomination à l'Oscar dans la même catégorie en 1951. En compétition avec Bette Davis, le jury des Oscars, ne pouvant les départager, attribue finalement la statuette à Judy Holliday pour Comment l'esprit vient aux femmes. À la fin de la projection de Boulevard du crépuscule en avant-première à New York, l'actrice Barbara Stanwyck s'approche de Gloria Swanson, s'incline et embrasse l'ourlet de sa robe. Elle lui témoignait son immense respect pour la performance accomplie dans ce rôle de composition. En 1982, Bette Davis avouera dans le magazine Playboy qu'elle aurait été très heureuse si l'Oscar de la meilleure actrice avait été décerné à Gloria Swanson, tant elle avait été impressionnée par son interprétation inspirée. 

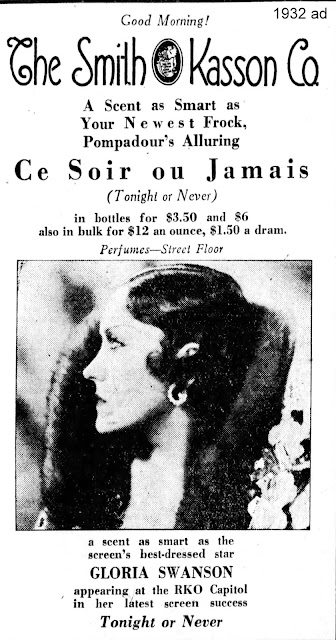
Publicité du parfum "Ce soir ou Jamais"

Gloria Swanson apparaît pour la dernière fois à l'écran dans 747 en péril en 1974, où elle joue son propre rôle. Elle épouse en 1976 l'écrivain William Dufty et meurt le 4 avril 1983 d'une affection cardiaque. Elle est inhumée à l'Episcopal Church of the Heavenly Rest Columbarium à Manhattan.

### Promotion et engagement
En 1931, pour la sortie du film Cette nuit ou jamais, dont le titre s'inspire directement du parfum homonyme de la maison Offenthal, Gloria Swanson associe son nom à celui du parfum sur le marché américain. Pour la première fois dans l'industrie, comme l'indique la revue American Perfumer and Essential Oil Review de 1931, une association est faite entre un parfum et un film. L'affiche du film est ainsi visible dans les vitrines des boutiques présentant le parfum Offenthal, là où les cinémas diffusant le film proposent les parfums à l'achat.
Sympathisante du Parti républicain, Swanson soutient la campagne présidentielle de Wendell Willkie (en 1940), de Thomas E. Dewey (en 1944) et de Barry Goldwater (en 1964).

### Vie privée
Gloria Swanson a été mariée six fois :
- avec Wallace Beery, du 27 mars 1916 au 1er mars 1919 ;
- avec Herbert K. Somborn, du 20 décembre 1919 au  9 août 1922 ;
- avec le marquis Henry de La Falaise de la Coudraye, du 29 janvier 1925  au 6 novembre 1931[13] ;
- avec Michael Farmer, du 16 août 1931[14] au 7 novembre 1934 ;
- avec William Davey, du 29 janvier 1945  au  28 décembre 1948[15] ;
- avec William Dufty, du 2 février 1976  à sa mort.

Elle a eu deux enfants : Gloria Swanson Somborn (7 octobre 1920–28 décembre 2000) avec Herbert K. Somborn, et Michèle Bridget Farmer (née le 5 avril 1932) avec Michael Farmer. Elle a également adopté un garçon en 1923 : Sonny Smith (1922–1975), rebaptisé Joseph Patrick.

## Filmographie

### Cinéma

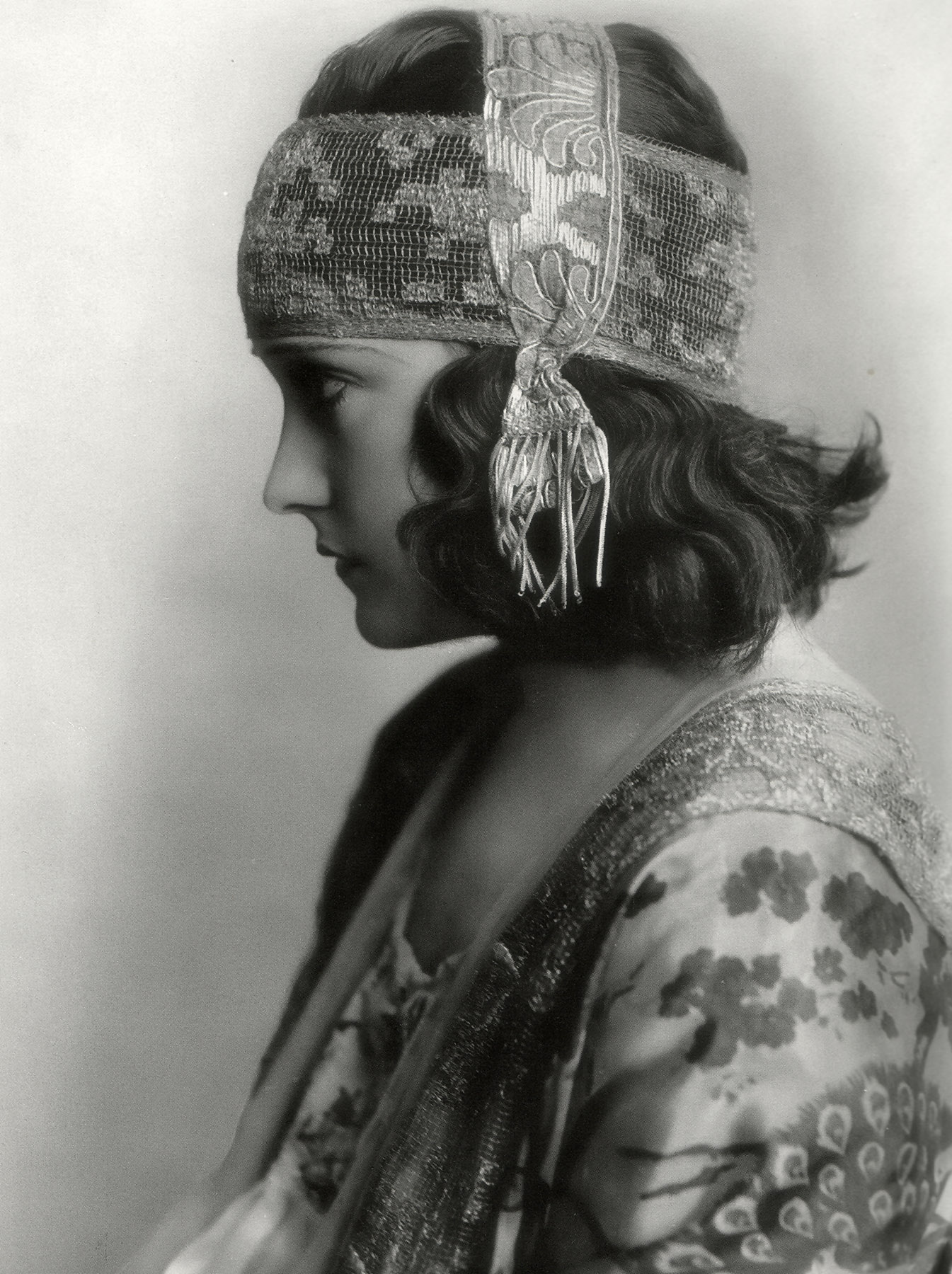
Gloria Swanson dans Après la pluie, le beau temps (1919).

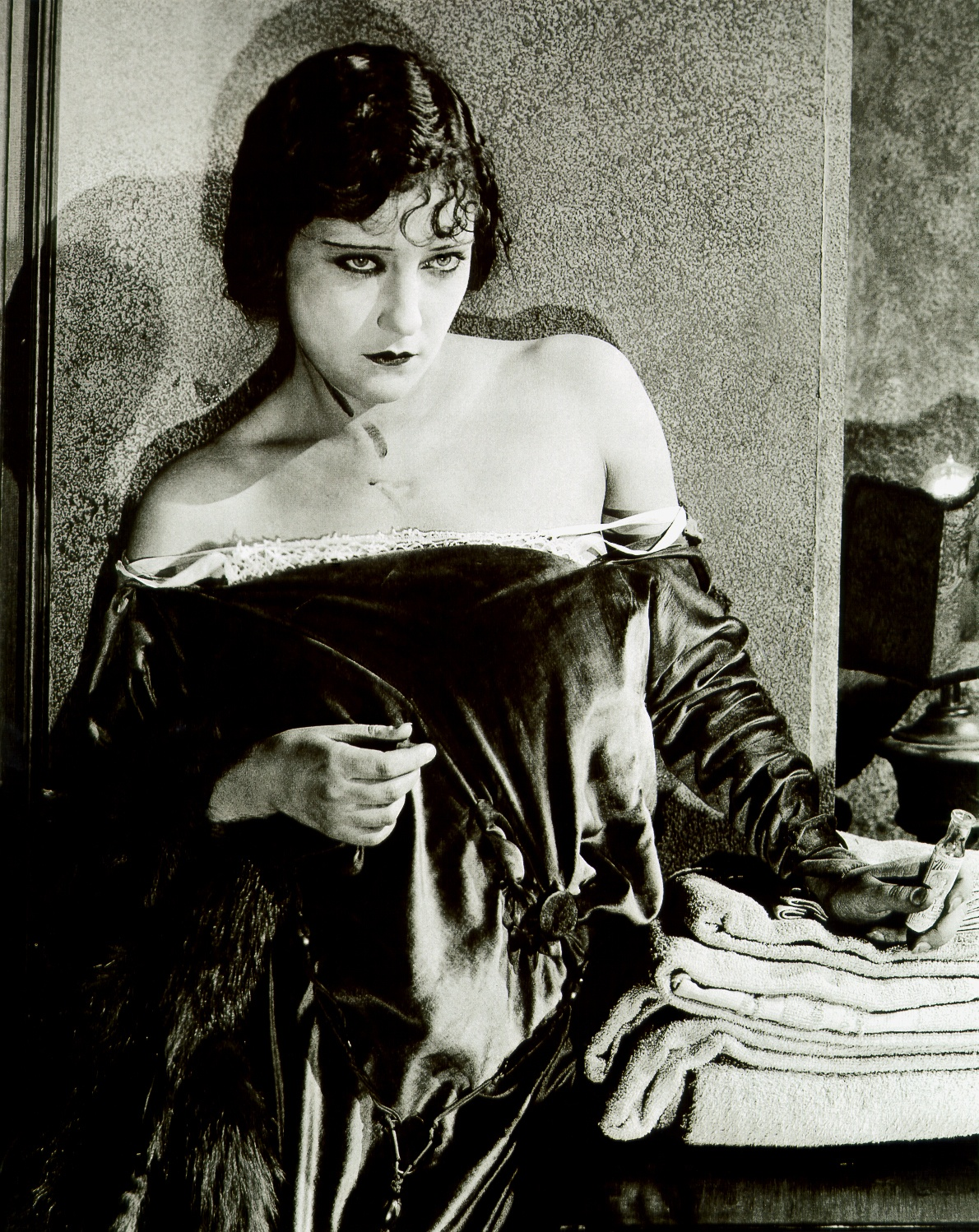
Gloria Swanson dans L'Échange (1920).

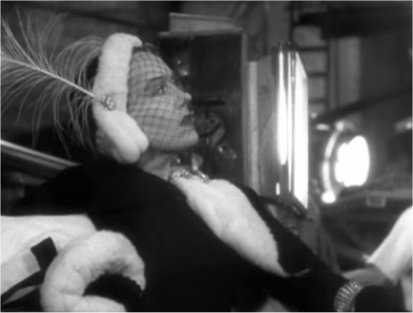
Gloria Swanson dans Boulevard du crépuscule (1950).

- 1915 : The Misjudged Mr. Hartley (court métrage)
- 1915 : Charlot débute (His New Job) de Charlie Chaplin (court métrage)
- 1915 : The Fable of Elvira and Farina and the Meal Ticket (court métrage)
- 1915 : Sweedie Goes to College (court métrage)
- 1915 : The Broken Pledge (court métrage)
- 1916 : Teddy at the Throttle (court métrage)
- 1916 : Plaisirs d'été (Sunshine) d'Edward F. Cline (court métrage)
- 1916 : The Danger Girl de Clarence G. Badger
- 1917 : The Sultan's Wife (court métrage)
- 1918 : Society for Sale de Frank Borzage
- 1918 : Her Decision de Jack Conway
- 1918 : Station Content d'Arthur Hoyt
- 1918 : You Can't Believe Everything de Jack Conway
- 1918 : Everywoman's Husband de Gilbert P. Hamilton
- 1918 : Shifting Sands d'Albert Parker
- 1918 : The Secret Code  d'Albert Parker
- 1918 : Wife or Country d'E. Mason Hopper
- 1919 : Après la pluie, le beau temps (Don't change your Husband) de Cecil B. DeMille
- 1919 : Pour le meilleur et pour le pire (For Better, for Worse) de Cecil B. DeMille
- 1919 : L'Admirable Crichton (Male and Female) de Cecil B. DeMille
- 1920 : L'Échange (Why Change Your Wife?) de Cecil B. DeMille
- 1920 : L'amour a-t-il un maître ? (Something to Think About) de Cecil B. DeMille
- 1921 : L'Heure suprême (The Great Moment), de Sam Wood
- 1921 : Le cœur nous trompe (The Affairs of Anatol) de Cecil B. DeMille
- 1921 : Under the Lash de Sam Wood
- 1921 : Faut-il avouer ? (Don't Tell Everything), de Sam Wood
- 1922 : Inconscience (Her Husband's Trademark), de Sam Wood
- 1922 : La Cage dorée (Her Gilded Cage) de Sam Wood
- 1922 : Le Droit d'aimer (Beyond the Rocks) de Sam Wood
- 1922 : Le Calvaire de madame Mallory (The Impossible Mrs. Bellew) de Sam Wood
- 1922 : La Dictatrice (My American Wife) de Sam Wood
- 1923 : Les Femmes libres (Prodigal Daughters), de Sam Wood
- 1923 : La Huitième Femme de Barbe-Bleue (Bluebeard's Eighth Wife), de Sam Wood
- 1923 : Zaza d'Allan Dwan
- 1924 : Les Loups de Montmartre (The Humming Bird) de Sidney Olcott
- 1924 : Scandale (A Socitey Scandal) d'Allan Dwan
- 1924 : Tricheuse (Manhandled), d'Allan Dwan
- 1924 : Larmes de reine (Her Love Story) d'Allan Dwan
- 1924 : Wages of Virtue d'Allan Dwan
- 1924 : The Masquerade de Dave Fleischer
- 1925 : Madame Sans-Gêne de Léonce Perret : Catherine Hubscher
- 1925 : Le Prix d'une folie (The Coast of Folly) d'Allan Dwan
- 1925 : Vedette (Stage Struck) d'Allan Dwan
- 1926 : The Untamed Lady de Frank Tuttle
- 1926 : Mondaine (Fine Manners) de Richard Rosson
- 1927 : The Love of Sunya d'Albert Parker
- 1928 : Faiblesse humaine  de Raoul Walsh
- 1929 : La Reine Kelly (Queen Kelly) d'Erich von Stroheim
- 1929 : L'Intruse (City Girl) d'Edmund Goulding
- 1930 : Quelle veuve ! (What a Widow!) d'Allan Dwan
- 1931 : Indiscret (Indiscreet) de Leo McCarey
- 1931 : Cette nuit ou jamais (Tonight or Never) de Mervyn LeRoy
- 1933 : Le Parfait Accord (Perfect Understanding) de Cyril Gardner (+ productrice)
- 1934 : Musique dans l'air (Music in the Air) de Joe May
- 1941 : Papa se marie (Father Takes a Wife) de Jack Hively
- 1950 : Boulevard du crépuscule (Sunset Boulevard) de Billy Wilder
- 1952 : Three for Bedroom C de Milton H. Bren (en)
- 1956 : Les Week-ends de Néron (Mio figlio Nerone) de Steno
- 1960 : When Comedy Was King de Robert Youngson (documentaire)
- 1972 : Chaplinesque, My Life and Hard Times de Harry Hurwitz (documentaire)
- 1974 : 747 en péril (Airport 1975) de Jack Smight

### Télévision
- 1950 : The Peter Lind Hayes Show (1 épisode)
- 1957 : The Steve Allen Show : Norma Desmond (1 épisode)
- 1963 : Straightaway (en) : Lorraine Carrington (1 épisode)
- 1963–1964 : L'Homme à la Rolls : Miss Lily Boles  / Venus Hekate Walsh (2 épisodes)
- 1965 : Haute Tension (Kraft Suspense Theatre) : Charlotte Heaton (1 épisode)
- 1965 : Suspicion (The Alfred Hitchcock Hour) : Mme Daniels (1 épisode)
- 1965 : Mes trois fils (My Three Sons) : Margaret McSterling (1 épisode)
- 1965 : Ben Casey : Victoria Hoffman (1 épisode)
- 1974 : La Révolte des abeilles (Killer Bees) de Curtis Harrington

## Récompenses et nominations

### Récompenses
- National Board of Review 1950 : meilleure actrice pour Boulevard du crépuscule.
- Golden Globes 1951 : Meilleure actrice pour Boulevard du crépuscule.
- Ruban d'argent 1951 : meilleure actrice étrangère pour Boulevard du crépuscule.
- Jussis 1951  : meilleure actrice étrangère pour Boulevard du crépuscule.
- Saturn Awards 1975 : récompense spéciale.
- National Board of Review 1980 : récompense pour l'ensemble de sa carrière.

### Nominations
- Oscars 1929 : Meilleure actrice pour Faiblesse humaine
- Oscars 1930 (novembre) : Meilleure actrice pour L'Intruse
- Oscars 1951 : Meilleure actrice pour Boulevard du crépuscule
- Golden Globes 1964 : Meilleure actrice dans une série télévisée pour L'Homme à la Rolls